# Yamada Genki
Genki Yamada (山田 元気 Yamada Genki, sinh ngày 16 tháng 12 năm 1994 ở Gifu) là một cầu thủ bóng đá người Nhật Bản thi đấu cho Renofa Yamaguchi theo dạng cho mượn từ Kyoto Sanga.

## Thống kê sự nghiệp
Cập nhật đến ngày 23 tháng 2 năm 2017.
| Câu lạc bộ          | Mùa giải            | Giải vô địch | Giải vô địch | Cúp Hoàng đế Nhật Bản | Cúp Hoàng đế Nhật Bản | Tổng    | Tổng      |
| Câu lạc bộ          | Mùa giải            | Số trận      | Bàn thắng    | Số trận               | Bàn thắng             | Số trận | Bàn thắng |
| ------------------- | ------------------- | ------------ | ------------ | --------------------- | --------------------- | ------- | --------- |
| Kyoto Sanga         | 2012                | 0            | 0            | 0                     | 0                     | 0       | 0         |
| Kyoto Sanga         | 2013                | 0            | 0            | 0                     | 0                     | 0       | 0         |
| Kyoto Sanga         | 2014                | 0            | 0            | 0                     | 0                     | 0       | 0         |
| Kyoto Sanga         | 2015                | 15           | 0            | 0                     | 0                     | 15      | 0         |
| Kyoto Sanga         | 2016                | 0            | 0            | 0                     | 0                     | 0       | 0         |
| Tổng cộng sự nghiệp | Tổng cộng sự nghiệp | 15           | 0            | 0                     | 0                     | 15      | 0         |